# Brion (Maine i Loira)
Brion és un municipi francès situat al departament de Maine i Loira i a la regió de País del Loira. L'any 2007 tenia 1.097 habitants.

## Demografia

### Població
El 2007 la població de fet de Brion era de 1.097 persones. Hi havia 399 famílies de les quals 78 eren unipersonals (29 homes vivint sols i 49 dones vivint soles), 144 parelles sense fills, 148 parelles amb fills i 29 famílies monoparentals amb fills.
La població ha evolucionat segons el següent gràfic:
Habitants censats

### Habitatges
El 2007 hi havia 471 habitatges, 405 eren l'habitatge principal de la família, 41 eren segones residències i 26 estaven desocupats. 454 eren cases i 14 eren apartaments. Dels 405 habitatges principals, 319 estaven ocupats pels seus propietaris, 76 estaven llogats i ocupats pels llogaters i 9 estaven cedits a títol gratuït; 3 tenien una cambra, 26 en tenien dues, 79 en tenien tres, 88 en tenien quatre i 209 en tenien cinc o més. 304 habitatges disposaven pel capbaix d'una plaça de pàrquing. A 165 habitatges hi havia un automòbil i a 210 n'hi havia dos o més.

### Piràmide de població
La piràmide de població per edats i sexe el 2009 era:
| Homes | Edats   | Dones |
| ----- | ------- | ----- |
| 0     | 95 o +  | 0     |
| 0     | 90 a 94 | 8     |
| 12    | 85 a 89 | 4     |
| 8     | 80 a 84 | 8     |
| 20    | 75 a 79 | 40    |
| 16    | 70 a 74 | 12    |
| 24    | 65 a 69 | 24    |
| 44    | 60 a 64 | 48    |
| 12    | 55 a 59 | 8     |
| 44    | 50 a 54 | 40    |
| 36    | 45 a 49 | 28    |
| 16    | 40 a 44 | 36    |
| 28    | 35 a 39 | 12    |
| 40    | 30 a 34 | 56    |
| 40    | 25 a 29 | 24    |
| 20    | 20 a 24 | 28    |
| 40    | 15 a 19 | 24    |
| 40    | 10 a 14 | 16    |
| 48    | 5 a 9   | 28    |
| 36    | 0 a 4   | 44    |

## Economia
El 2007 la població en edat de treballar era de 638 persones, 517 eren actives i 121 eren inactives. De les 517 persones actives 475 estaven ocupades (262 homes i 213 dones) i 42 estaven aturades (17 homes i 25 dones). De les 121 persones inactives 43 estaven jubilades, 48 estaven estudiant i 30 estaven classificades com a «altres inactius».

### Ingressos
El 2009 a Brion hi havia 413 unitats fiscals que integraven 1.116,5 persones, la mediana anual d'ingressos fiscals per persona era de 15.719 €.

### Activitats econòmiques
Dels 44 establiments que hi havia el 2007, 3 eren d'empreses alimentàries, 8 d'empreses de construcció, 12 d'empreses de comerç i reparació d'automòbils, 3 d'empreses d'hostatgeria i restauració, 2 d'empreses financeres, 2 d'empreses immobiliàries, 8 d'empreses de serveis, 4 d'entitats de l'administració pública i 2 d'empreses classificades com a «altres activitats de serveis».
Dels 11 establiments de servei als particulars que hi havia el 2009, 1 era un paleta, 3 guixaires pintors, 2 lampisteries, 2 electricistes, 2 restaurants i 1 agència immobiliària.
L'únic establiment comercial que hi havia el 2009 era una fleca.
L'any 2000 a Brion hi havia 38 explotacions agrícoles que ocupaven un total de 1.056 hectàrees.

## Equipaments sanitaris i escolars
El 2009 hi havia 2 escoles elementals.

## Poblacions properes
El següent diagrama mostra les poblacions més properes.